# جبرائيل المخلع

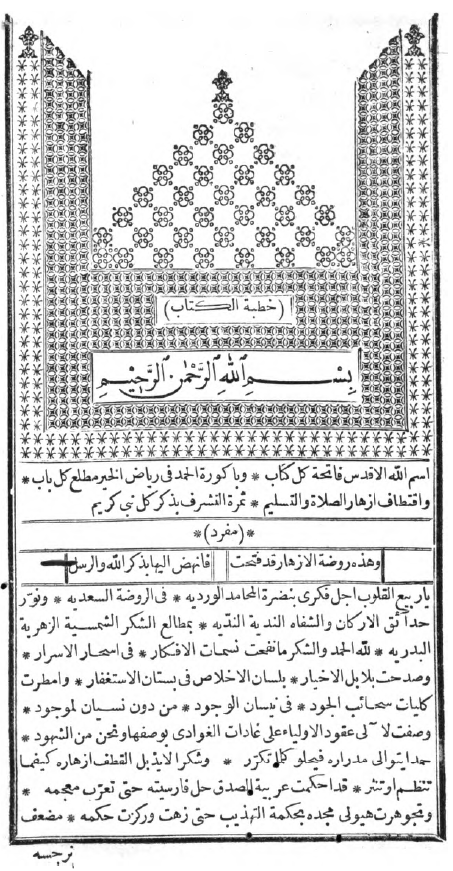
الصفحة الأولى من «كتاب ترجمة الجلستان الفارسي العباره، المشير إلى محاسن الآداب بألطف إشاره» - بولاق 1263 هـ / 1847 م.

جبرائيل بن يوسف المخلّع (ت. 1268 هـ / 1851 م) هو مترجم عن الفارسية.
ولد بدمشق في أواخر القرن الثامن عشر الميلادي وتلقى فيها علومه الأولية، ثم رحل إلى الإسكندرية وبها تفقه في العلوم العربية، والتركية، والفارسية. عمل في دواوين الإنشاء بالإسكندرية، وبعدها ألحق بديوان الخديوي في المدينة نفسها.
ذكر الزركلي أنه كان كاثوليكيا، وتحول أرثوذكسيا. وكانت له مكتبة فيها من نفائس المخطوطات ونوادر الكتب المطبوعة بيعت بالمزاد بثغر الإسكندرية بحدود سنة 1920 م.

## آثاره
له «ترجمة الجلستان» لسعدي الشيرازي ومعه قطعة مترجمة أيضا من ديوان الشيرازي. وقد تجاوز جهد المخلّع حدود النقل إلى التعريب، إذ قرّب أشعار الشيرازي إلى الذوق العربي بانتقاء الألفاظ الجزلة. وقد طُبع الكتاب في البولاق سنة 1263 هـ.